# Foidita
Les foidites o feldspatoidites són roques volcàniques bàsiques o ultrabàsiques definides modalment al camp 15 del diagrama QAPF. Els feldespatoides representen més del 60% dels minerals clars de la roca. En el cas de que la classificació modal no fos possible, es pot classificar al camp F del diagrama TAS. Depenent dels foids més abundants, la roca pot anomenar-se també com a nefelinita, leucitita, entre d'altres.

## Varietats i tipologies
Com s'ha esmentat anteriorment, les foidites poden tenir diferents varietats segons quin és el foid predominant. La roca rep el nom d'analcimita si el foid principal és l'analcima i a més a més conté menys d'un 10% modal de minerals màfics; rep el nom d'haüynita si el foid principal és l'haüyna i conté menys d'un 10% de minerals màfics; el mateix passa amb la leucita, la nefelina, la noseana, la sodalita, etc. Les kamafugites són roques intermèdies entre les kalsilitites i les leucitites.